# أنقليس ثعباني لص
أنقليس ثعباني لص (الاسم العلمي: Leiuranus versicolor) هو نوع من الأنقليس، يتبع فصيلة الأنقليس الثعباني.